# Estrella doble

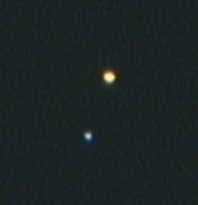
Un exemple d'estrella doble (que a més també és binària) i que es pot observar fàcilment amb un telescopi: β Cygni (Albireo)

Una estrella doble són dues estrelles tals que, vistes des de la Terra a ull nu, es troben tan pròximes entre si que semblen una única estrella.
Hi ha dos tipus d'estrelles dobles:
- Si la proximitat entre les dues estrelles és només aparent, deguda a un efecte de perspectiva, però en realitat es troben separades per una gran distància de manera que no hi ha cap relació física entre si, s'anomenen dobles òptiques o binàries òptiques.
- D'altra banda, si les dues estrelles estan gravitatòriament lligades entre si i giren al voltant del seu centre de masses comú (és a dir, l'una al voltant de l'altra), llavors això es coneix com una estrella binària. La gran majoria d'estrelles dobles són també estrelles binàries.

Les dobles òptiques es poden distingir de les estrelles binàries observant-les durant un llarg període, normalment anys. Si el seu moviment relatiu sembla lineal, es pot assegurar que és degut només al moviment propi i que són una doble òptica. Per contra, en el cas d'una estrella binària, l'angle de posició canvia progressivament i la distància entre aquestes oscil·la entre un màxim i un mínim.
Algunes estrelles dobles es poden observar a ull nu si es té bona vista. La més famosa d'aquestes és el parell òptic Alcor i Mizar a la constel·lació de l'Ossa Major, que ja era utilitzat en l'antiguitat com un test d'agudesa visual. Tanmateix, el primer descobriment d'una estrella doble que, a més, és binària es deu a Giovanni Battista Riccioli el 1650, quan va anunciar que ζ Ursae Majoris (Mizar) era un estel doble format per Mizar A i Mizar B. Des de llavors, la recerca d'estels dobles ha estat molt acurada, i cada estel, fins a la dècima magnitud, ha estat observat detingudament.

## Història
Mizar, a l'Ossa Major, va ser observada com a doble per Benedetto Castelli i Galileo. Aviat va seguir la identificació d'altres dobles: Robert Hooke va descobrir un dels primers sistemes de doble estrella, Gamma Arietis, el 1664, mentre que la brillant estrella del sud Acrux, a la constel·lació de la Creu del Sud, fou descoberta com a doble per Fontenay el 1685. Des de llavors, la recerca s'ha dut a terme a fons i s'ha examinat tot el cel per trobar estrelles dobles fins a un límit de magnitud aparent al voltant de 9.0. Almenys 1 de cada 18 estrelles més brillants que 9.0 de magnitud a la meitat nord del cel se sap que són estrelles dobles visibles amb telescopis de 910 mm.
Les categories no relacionades de dobles òptiques i binàries reals es combinen per raons pràctiques i històriques. Quan es va descobrir que Mizar era un binari, era bastant difícil determinar si una estrella doble era un sistema binari o només un doble òptic. Els telescopis millorats, espectroscòpia, i la fotografia són les eines bàsiques que s'utilitzen per fer la distinció. Després de determinar que era un binari visual, es va descobrir que els components de Mizar eren ells mateixos binaris espectroscòpics.
| Constel·lació | Estrelles                                        | Ascensió recta | Declinació | Separació | Magnituds | Color       | Notes             |
| ------------- | ------------------------------------------------ | -------------- | ---------- | --------- | --------- | ----------- | ----------------- |
| Ossa Major    | Mizar (ζ Ursae Majoris) Alcor (80 Ursae Majoris) | 13h 23,9m      | 54º 56'    | 14,4"     | 2,3 4,0   | blanques    | sistema quíntuple |
| Cigne         | Albireo (β Cygni)                                | 19h 30,7m      | 27º 58'    | 34,4"     | 3,1 5,1   | groga blava | binària           |
| Lira          | ε Lyrae                                          | 18h 44,3m      | 39º 40'    | 207,7"    | 4,7 5,1   | blanques    | doble-doble       |